# Цун ю бін
Цун ю бін (кит.: 蔥油餅, букв. «млинець із зеленою цибулею») — це китайська страва у вигляді смаженого коржа з зеленою цибулею. Цун ю бін це вулична їжа, поширена у Східній та Південно-Східній Азії, на Тайваню, у Гонконгу, КНР, Малайзії та Сінгапурі. Ці коржі часто їдять як сніданок або закуски.

## Приготування
Борошно і вода — єдині інгредієнти, які знадобляться для тіста, обов'язково борошно заливається окропом. Тісто розкочується дуже тонким шаром, змазується олією, пересипається подрібненою цибулею та завертається в рулет, потім розтягується вздовж та згортається у «равлик», який знову розкочується у коло. Корж смажиться на сковороді. Існує два види коржа: тонкий та товстий, також можна додавати до начинки подрібнену зелень фенхелю та насіння кунжуту.

## Схожі страви
Подібні страви існують в китайській та в інших кухнях:
- Китай
  - Лаобін[en]
  - Шаобін[en]

- В іншому місці
  - Бань сео (в'єтнамська)
  - Окономіякі (японська)
  - Паджон[en](корейська)
  - Паратха (індійська)
  - Перепічка (польська)
  - Мартабак (арабська)